# Енеида
„Енеида“ е латинска епическа поема, написана от Вергилий през 1 век пр.н.е. (между 29 и 19 пр.н.е.), която разказва легендата за Еней, троянеца, който отива в Италия и става родоначалник на римляните. По-късно той се жени за дъщерята на местния цар Латин и създава династия, от която се ражда великата Римска империя. Поемата е написана в дактилен хекзаметър. Състои се от 12 книги.

## Кратко съдържание
I песен - Еней и предвожданите от него троянци пътуват по море. Юнона ги преследва отмъстително  и постоянно им пречи да достигнат целта си - Италия. Мъжете преживяват тежка буря, изпратена от жената на Юпитер, и се озовават в Картаген - при царицата на тирийците Дидона. По това време тя строи храм в чест на Юнона, целия изрисуван със сцени от Троянската война. Пратеници отиват при царицата, а Еней и Ахат са скрити в облак. Когато разбират, че по повеление на боговете тя ще ги приеме любезно, героите излизат от облака - Еней е „богоподобен по образ и плещи“, представя се и е поканен в двореца. По негова заповед от корабите са донесени дарове за Дидона (вкл. и було на Елена), чието сърце Купидон изпълва с любов към героя. Еней започва да разказва сполетелите ги по пътя беди. В тази песен Юпитер обещава на страдащата за тевкрите Венера (тя е майка на Еней), че синът ѝ ще достигне целта си: „твоя храбър Еней ще достигне до слава звездите, понеже моята воля е непроменима“.
II песен - Еней разказва подробно за падането на Троя (измамата с Троянския кон, смъртта на жреца Лаокоон и синовете му, гибелта на Приам, убит от Пир / Неоптолем; жестокостта на ахейците и т.н.). Героят сънува окървавения Хектор, който му казва: „О, бягай, сине Венерин, спаси се от тези пожари, че рухва / славната Троя! Врагът я владее!“. Еней изнася баща си Анхиз, който не иска да напусне Троя, взима жена си Креуза и сина си Асканий (Юл) и повежда група троянци извън града. Креуза обаче изчезва, а когато се връща да я търси, Еней вижда призрака ѝ, който му предрича дълго пътуване: „Предстои ти изгнание дълго. / Морски простори безкрай ще преминеш. Най-сетне / ти ще пристигнеш в Хесперия (...) / Съдбата / щастие там ти отрежда - съпруга от царско коляно, / също и царство“. От мощните дървета в планината Ида са построени кораби.
III песен - предвождани от Еней, троянците минават през много земи - намират гроба на Полидор, който им проговаря; стигат до Крит, където ги сполетява чума и получават знамение, че трябва да търсят корените си в Италия; на Строфадския бряг ги нападат харпии; стигат до земите, където Хелен, братът на Хектор, управлява с Андромаха и сина им Пергам; Хелен им предсказва какви по-нататъшни изпитания ги очакват; минават между чудовищата Сцила и Харибда; стигат до земите на великана Полифем, където спасяват един изоставен от Одисей моряк - итакиеца Ахеменид. На сицилианския бряг умира Анхиз - бащата на Еней.
IV песен - по внушение на Купидон Дидона се влюбва в Еней. По време на лов боговете предизвикват буря и Еней и Дидона се скриват в една пещера, където се отдават на любовта си. Народът на Картаген недоволства, разярени са и съседни владетели (напр. Ярба), на които Дидона, вярна досега на първия си съпруг, е отказала брак. Боговете започват да се явяват насън на Еней и да го подтикват да поеме напът. Той подготвя корабите си тайно от Дидона, с което предизвиква гнева и жестоката ѝ отмъстителност. С клетви, магии и ярост Дидона безуспешно се опитва да спре отпътуването на Еней (проклина го „да види как му загиват другарите“, „да загине / и да лежи непогребан“, заклева тирийците да преследват „рода му и всички потомци“). Накрая се самоубива.
V песен - Еней и корабите му се отправят към сицилианския бряг, където ги посреща Ацест (по потекло е с майка троянка). Направен е пищен помен в чест на Анхиз, който умира именно тук. Другарите на Еней се включват в различни съревнования - състезание с четири кораба, бягане, борба, стрелба с лък, дори младежите се включват в конни игри (участва и синът на Еней). Юнона обаче замисля коварен план - праща Ирида, която, преоблечена като троянка, убеждава жените да подпалят корабите, за да спре това уморително странстване по море. Флотът пламва, но Юпитер изпраща дъжд, който потушава пламъците. Решено е част от троянците / тевкрите - старците, жените, изтерзаните от пътя - да останат и да основат град под предводителството на Ацест. Духът на Анхиз се явява на Еней, предрича му сблъсък с „народ див и храбър“ и го моли да слезе в царството на Плутон, за да се видят. Корабите, предвождани от Еней, отплават. Незаслужена смърт застига кормчията Палинур, който не иска да отстъпи мястото си на преобразения като негов другар бог на съня.
VI песен - корабите стигат до Евбейската суша. Еней посещава храма на Сибила, пророчицата изпада в боговдъхновен транс и му предрича, че край Тибър ще срещне „повторен Ахил“, ще води кървави битки и Юнона винаги ще преследва народа му. След това го съветва как да стигне до царството на Хадес и какъв дар да занесе, за да умилостиви Прозерпина - златно клонче. Но преди това трябва да погребе свой мъртъв другар. Еней се връща при троянците и научава, че Мизена е загинал трагично. Устроено е погребение. С помощта на два гълъба, изпратени от Венера, Еней открива дървото със златните клонки. Двамата със Сибила се спускат в подземното царство - пространство на мрака и страданието. Тук Еней среща страдалеца Палинур; показва златното клонче на Харон, за да ги преведе през Стикс; разпознава Дидона, но тя не продумва и бяга от него; чува историята на Деифоб, който е бил предаден от съпругата си Елена (съпруг ѝ е след смъртта на Парис) на Менелай. Накрая стигат до Елизий - „място за всички блажени“, рая, в който е изпратен Анхиз. Старецът предрича подробно бъдещето, което очаква сина му и славния град Рим (посочени са имената на много важни римляни - Цезар, Август, Брут, Гракхите): „колко голямо величие в бъдеще само очаква / нашето племе дарданско и колко велики потомци / ще се родят от италското племе, какви души славни / нашето име ще носят“.
VII песен - Еней и спътниците му най-после пристигат в Италия и се установяват край река Тибър. Междувременно цар Латин (владетел на Лаций) получава съновидение и разбира, че трябва да даде дъщеря си Лавиния за жена на чуждоземец. В двореца му пристигат пратеници на Еней, които той посреща любезно и щедро, те пък му подаряват жезъла на Приам. Уговорен е мир. Юнона се гневи на щастието на троянците и замисля коварен план - поръчва на страшната богиня Алекто да всее раздор и да предизвика война. Алекто подлудява жената на Латин Амата (тя иска да омъжи дъщеря си за „чудно прекрасния“ Турн - владетеля на рутулите), в бесен танц и устрем тя повежда към дивите гори много жени. Настава смут. Алекто се явява като зловеща бабичка пред Турн и му внушава да брани правата и честта си - бил е отхвърлен като зет и сега мястото му ще заеме Еней. Пак заради нейно коварство Юл убива един свещен елен - любимец на народа. Започва кървава битка. Цар Латин отказва да даде знак за война, като разтвори портите на храма, и вместо него го прави Юнона. Следва изброяване на царете и героите, които ще участват в предстоящата война: „Изчезна и всякаква почит и обич / както към палешник, тъй и към сърп и орало. / Каляват в пещите бащини мечове. Екват тръбите за сбор (...)“.
VIII песен - през нощта Еней е угрижен. При него идва речният бог Тиберин, който му обещава помощ и му предрича, че ще открие свинята с трийсет малки - щастливо знамение, че това е мястото, където трябва да остане с народа си и да основе град. Богът го изпраща при владетеля на аркадците Евандър и неговия син Палант и заявява, че те ще му помогнат. На следващия ден Еней намира свинята и я принася в жертва. С помощта на речния бог, пътувайки леко по Тибър, Еней и другарите му достигат до земите на Палант. Там са посрещнати любезно, разбират, че с владетеля принадлежат към един и същи род - наследници са на титана Атлант. Освен това Евандър изпитва дълбока почит към Приам и Анхиз, които лично е познавал. Домакините развеждат из земите си Еней, разказват му за геройството на Херакъл, който тук убива полузвяра Как, споделят историята за Сатурн, който някога се укрил по тези земи от враговете си, а хората заживели в златен век. В същото време Венера склонява Вулкан да изработи доспехи за сина ѝ. Циклопите създават „голям щит със седем / кръга, достатъчен сам срещу всички стрели на латини“. Евандър предлага на Еней да потърси помощ и от жителите на гр. Агила, чийто омразен цар някога е бил спасен и приютен от Турн. Мъжете потеглят, с натежало сърце царят поверява сина си на Еней. Под един дъб Еней намира доспехите, оставени от майка му - на щита са изобразени бъдещите битки на Рим „както щяха поред да се случат“. Тук са Ромул, Катон, Катилина, Цезар, Антоний и Клеопатра. Еней не разбира сцените и не разпознава героите, но искрено се радва на божествения дар.
IX песен - Ирида навестява Турн и му казва, че Еней е тръгнал към земите на Евандър и сега е моментът за нападение срещу тевкрите. Троянците се скриват зад укреплението, което са изградили край Тибър, а Турн издава заповед корабите им да бъдат подпалени. Юпитер обаче ги спасява, превръщайки ги в красиви морски девойки. Битката се отлага за следващия ден. През нощта двама троянци - Низ и Евриал - решават да се промъкнат край враговете и да намерят Еней. Избиват много рутули, но в една гора ги хващат и убиват войниците на Волцент. Главите им са побити на колове. Майката на Евриал страда неутешимо. Разгаря се люта битка - троянците хвърлят камъни и скали срещу нападателите, но рутулите събарят една от кулите им и влизат зад стените на укреплението. Макар и младеж, Юл също се изявява в боя. Турн беснее жестоко в троянската крепост, убива много герои. Накрая, принудена от Юпитер, Юнона го изоставя. Уморен от сражението, Турн се хвърля във водите на Тибър, които го понасят.
X песен - свиква се съвет на боговете. Венера и Юнона се карат, а Юпитер ги успокоява с думите, че „изход съдбата ще найде“. Междувременно Еней успява да договори помощ от етруските и техния владетел Тархон. Следва изброяване на героите. Докато направлява кораба, Еней получава предупреждение и помощ от нимфите - троянските кораби, превърнати в морски девойки. На брега, край троянското укрепление, се води тежка битка. Еней посича много герои, но изгубва другаря си Палант, паднал убит от Турн. Юпитер съобщава на Юнона, че за Турн „наближава предела на пътя му земен“. За да спаси любимеца си, богинята създава образ на Еней и го повежда към един от корабите. Хвърляйки се да преследва врага си, Турн се качва на кораба, а Юнона го изпраща в открито море. Турн горчиво страда, защото не иска да го помислят за страхливец. Еней погубва много противници, накрая ранява и Меценций. В опит да спаси живота на баща си, Лаус се спуска към Еней и е посечен жестоко. Героизмът на момчето обаче предизвиква възхищението на Еней, който помага тялото му да бъде пренесено внимателно. Разбрал за случилото се, Меценций възсяда коня си и тръгва срещу предводителя на троянците. Еней ранява животното и вдига меч срещу царя. Последната молба на Меценций, знаещ колко силно го мрази народът му, е да бъде погребан със сина си.
XI песен - Палант е оплакан, а тялото му е върнато на баща му. Еней решава да нападне града на цар Латин, но за 12 дни битките са прекратени, за да бъдат издигнати погребални клади за падналите герои. При цар Латин се свиква съвет - обсъждат се думите на Диомед, който, помолен за помощ, казва, че не иска да воюва срещу могъщия Еней и е по-добре с него да бъде сключен мир. Предложение за съюзничество с троянците дава и Латин, Дранц дори предлага съюзът да се скрепи с брак между Латиния и Еней. Турн се разгневява силно и не иска да отстъпи нито Лавиния, нито земите си. Той предлага да излезе в двубой срещу Еней, след което дава заповеди за укрепване на града. Подочул, че Еней готви нападение от различни страни, Турн решава да го изчака в засада. Напред в бойните редици е изпратена Камила - любимата амазонка на Диана. Камила показва невероятна сила и храброст и убива много герои. Накрая е поразена с копие от Арунт, на когото помага бог Феб. Самият Арунт е наказан от Диана със смърт. Рутулите постепенно отстъпват, а троянците нахлуват в града на Латин.
XII песен - Турн се готви за битка срещу Еней. Латин съжалява горчиво, че е нарушил обещанието си към троянците, и предлага да се споразумеят, преди Турн да падне убит. Амата - майката на Лавиния - също се страхува много за съдбата на героя. Междувременно Юнона праща безсмъртната Ютурна - сестра на Турн - да му помага в битката, макар съдбата му да е предначертана. Преди двубоя героите се заклеват - Еней обещава, ако победи, между двата народа да бъде сключен равноправен съюз. По внушение на Ютурна рутулите нарушават правилата на двубоя и изстрелват копие срещу троянците. Настава суматоха. Еней се опитва да усмири троянците, но сам той е ранен в крака. С вълшебно биле от Венера раната му бързо заздравява. Турн вилнее и погубва много герои. Ютурна се преобразява в кочияша Метиск и започва да управлява колесницата на брат си, не му позволявайки да влезе в двубой с Еней. През това време троянците нападат града на Латин, Амата не може да понесе участта си и се обесва. Турн разпознава сестра си и я уверява, че не иска повече да бяга. Двамата гс Еней застават един срещу друг, а Юпитер отмерва съдбата им на везните си. Мечът на Турн се счупва. Дълго се гонят героите. Накрая Турн взима друг меч, а копието на Еней е „хванато“ от пъна на свещена дива маслина, която троянците са отсекли. Помага му Венера. Юпитер увещава жена си да приеме съдбата на Турн. Тя казва, че ще се примири, ако той ѝ обещае след победата на Еней латините да не изгубят „езика, носията, нито пък своето име“. След това върховният бог изпраща една фурия, преобразена като зловеща птица, при Турн и Ютурна. Птицата започва да блъска щита на Турн, кръвта на героя се смразява от крясъците ѝ. Ютурна оплаква участта на брат си. Турн вдига огромен камък, но лишен от божествена помощ, няма сили да го запрати към Еней. Еней го ранява тежко в бедрото. Раненият Турн моли за милост, иска тялото му да бъде върнато на баща му Даун, надява се у троянския герой сега „да секне всяка омраза“. Еней е готов да се смили, но тогава вижда, че Турн носи златния пояс на Палант. Жаждата за отмъщение се събужда у него и той забива меча си под сърцето на противника.  